# TV3+ HD
TV3+ HD er en dansk HD-kanal fra Modern Times Group.  Kanalen er en spejling af TV3+ og viser sit indhold i HD eller opskaleret til HD.
Kanalen sendte første gang d. 2. februar 2010. I fremtiden forvendtes det at kanalens søsterkanaler som TV3 og TV3 Puls også begynder at sende i HD.
Mange sportsbegivenheder bliver sendt i HD, f.eks. NFL, UEFA Champions League, Formel 1, Le Mans og Superligaen.

## Links
- http://www.viasat.dk/
- http://tv3.dk/ Arkiveret 19. april 2020 hos  Wayback Machine
- http://www.flatpanels.dk/nyhed.php?subaction=showfull&id=1261402375